# Pagalungan
Pagalungan es un municipio filipino   de primera  categoría, situado al sur de la isla de Mindanao. Forma parte de  la provincia de Maguindanao situada en la región de la Nación Mora.
Para las elecciones está encuadrado en el Segundo Distrito Electoral de esta provincia.

## Barrios
El municipio  de Pagalungan se divide, a los efectos administrativos, en 12 barangayes o barrios, conforme a la siguiente relación:
| - Bagoenged - Buliok - Damalasak | - Galakit - Inug-ug - Kalbugán | - Kilangán - Kudal - Layog | - Linandangán - Población - Dalgán |  |

## Historia
Pagalungan es una palabra que en idioma maguindánao significa "espejo".

### Influencia española
Este territorio fue parte de la Capitanía General de Filipinas (1520-1898).
Hacia 1696 el capitán Rodríguez de Figueroa obtiene del gobierno español el derecho exclusivo de colonizar Mindanao.
El 1 de febrero de este año parte de Iloilo alcanzando la desembocadura del Río Grande de Mindanao, en lo que hoy se conoce como la ciudad de Cotabato.

Pagalungan era un pequeño sitio donde había un arroyo que formaba un pequeño estanque llamado "Migkawa" por los nativos del lugar. Sus aguas profundas y claras eran empleadas por sus  mujeres  como espejo.

### Ocupación estadounidense
En 1903, al comienzo de la ocupación estadounidense de Filipinas Cotabato forma parte de la nueva provincia del Moro. En septiembre de 1914 se crea el Departamento de Mindanao y Sulú, una de sus provincias es Provincia de Cotabato. Pagalungan fue uno de sus distritos municipales.

### Independencia
Pagalungan era parte del municipio Midsayap hasta el 18 de agosto de 1947 cuando el distrito municipal de  Pagalungan pasa a convertirse en municipio.
Entre los años 1967 y 1973  fue la capital de la provincia de Cotabato,  época durante la cual  abarcaba  las actuales provincias de Cotabato, Maguindánao y Sultan Kudarat.
El 18 de marzo de 2000 De su término se segrega el  municipio de Pagagaguán.